# Джей Джей Кейл
Джей Джей Кейл (англ. J.J. Cale, справжнє ім'я — Джон Кейл (англ. John Cale; 5 грудня 1938, Оклахома Сіті, Оклахома, США — 26 липня 2013) — вокаліст, гітарист, композитор, автор текстів, продюсер.

## Біографія
Дебютував як гітарист у другій половині п'ятдесятих років у місті Тулса в гурті, що виконував західний різновид свінгу. Зачарувавшись рок-н-ролом, Кейл утворив власний гурт Johnny Cale & The Valentines, а наприкінці десятиріччя перебрався до Нешвіллу, де без успіху намагався розпочати кар'єру виконавця кантрі. Черговим пунктом у мандрівках Кейла став Лос-Анджелес, де він зустрівся з музикантами з Тулси Чарлем Редлом, Леоном Расселлом та Чаком Блеквеллом.
Після виступів у барах, роботи у студіях та видання кількох синглів, Кейл розпочав співпрацю з композитором Роджером Тіллісоном, плодом якої став психоделійний альбом «A Trip Down Sunset Strip». Ця дещо іронічна збірка творів, що вийшла під псевдонімом Leather Coated Mindes, з часом стала культовою платівкою. 1967 року Кейл без копійки повертається до Тулси і три наступні роки проводить як забутий талант.
Несподіваний поворот у його кар'єрі стався тоді, коли Ерік Клептон записав хіт «After Midnight» — це пісня Кейла, що походила з його синглу 1965 року. Музиканта відразу ж запросив до Нешвілла продюсер Ауді Ешворт, де Кейл записав альбом «Naturally», який видала нова фірма Леона Расселла «Shelter». До цієї цілком професійної, мабуть, найкращої платівки Кейла ввійшли авторська версія «After Midnight», а також чаруючі композиції «Call Me The Breeze», «Magnolia» та «Crazy Mama», з яких остання потрапила до американського Тор 30. Характерний вокал Кейла був підкріплений ліричним акомпаниментом Девіда Бріггса (клавішні), Норберта Патнема (бас) та Тіма Драммонда (ударні) — ветеранів з Нешвілла, що колись були пов'язані з гуртом Area Code 615. Цим альбомом музикант започаткував специфічний для себе стиль, за який частина критиків звинуватила Кейла в убогості музичних задумів, проте більшість слухачів захоплювалася його чарівністю.
Альбомом «Really» був дещо суворішим, ніж попередній, і підтвердив композиторське вміння автора. У запису цієї платівки взяли участь фанк-інструменталісти Беррі Бакетт (клавішні), Девід Худ (бас) та Роджер Хоукінс (ударні). Наступні лонгплеї «Oakie» та «Troubadour» презентували дуже відгладжену музику. З останнього з цих альбомів походив твір «Cocaine», який знову популяризував Ерік Клептон, як і чергову композицію «I'll Make Love То You Auytime» з альбому Кейла «Five».
Хоча сам автор любив залишатися у тіні, важко недооцінити його вплив на інших музикантів. Типовим прикладом є Марк Нопфлер з гурту Dire Straits, який багато взяв з характерної манери Кейла. Проте у той час, коли учні здобували ринковий успіх, сам майстер залишався у тіні, бо, як правило, мав невигідні контракти з престижними фірмами. Наприклад, фірма «Phonogram» мала права на певний доробок музиканта, але, незважаючи на популярність твору «Money Talks», альбоми «Grashopper» та «8» розійшлись у меншій кількості примірників, ніж очікувалося, тому Кейл запропонував розірвати угоду.
1989 року після майже п'ятирічної перерви музикант повернувся з лонгплеєм «Travel Log», який видала незалежна британська фірма «Silvertone», і на радість фанів з'ясувалося, що нові твори Кейла спираються на стару дванадцятитактову структуру, гітара звучить як і раніше, а тепло його голосу не дає сплутати Кейла з іншими виконавцями. Записаний 1992 року у власному будинку в Сан Дієго альбом «Number 10» артист підсумував такими словами: «Завжди намагаюсь вирушити у якомусь новому напрямку, але мої платівки все одно звучать так само».
1993 року Кейл виступив, що він робить дуже рідко, на фолк-фестивалі в Едмонтоні, а через рік поповнив свою дискографію альбомом «Closer To You». Записуючи останнім часом платівки раз на три роки, Кейл 1996 року записав черговий альбом «Guitar Man», який отримав хороші рецензії. Стиль його пісень — спокійних, мелодійних, ностальгійних, що переповідають прості історії, які можуть статися з будь-ким — пасує його життю, життю самітника, який рідко концертує, нечасто дає інтерв'ю, проживаючи у місті Тулса. У 2006 році отримав Греммі за свій спільний із Еріком Клептоном альбом The Road to Escondido.
Помер 26 липня 2013 року від серцевого нападу на 75 році життя.

## Дискографія
- 1971: Naturally
- 1972: Really
- 1974: Okie
- 1976: Troubadour
- 1979: 5
- 1981: Shades
- 1982: Grasshopper
- 1983: Number 8
- 1984: Special Edition
- 1984: La Fetnme De Mon Pote
- 1988: Nightriding: J.J.Cale
- 1989: Travel-Log
- 1992: Number 10
- 1994: Closer To You
- 1996: Guitar Man
- 1997: Anyway the Wind Blows
- 1998: The Very Best of J. J. Cale
- 2000: Universal Masters Collection
- 2001: Live
- 2004: To Tulsa and Back
- 2006: Collected (з бонус-треками) (видано тільки в Данії)
- 2006: The Road to Escondido
- 2007: Rewind: The Unreleased Recordings